# Serie A1 2000-2001 (pallacanestro maschile)
La Serie A1 FIP 2000-2001 è stata la settantanovesima edizione del massimo campionato italiano di pallacanestro maschile.

## Stagione
Per ragioni di sponsorizzazione la Serie A1 2000-2001 venne denominata Foxy Cup.
A sostituire la retrocessa Pallacanestro Reggiana, salgono in Serie A dalla Serie A2: Roseto Basket, Società Sportiva Felice Scandone e Pallalcesto Amatori Udine, entrambe esordienti nella massima serie. 
Con la promozione di tre squadre, il campionato passa da 16 squadre della stagione precedente a 18 squadre con girone all'italiana. Al termine della stagione regolare le partecipanti ai playoff sono le classificate dal primo all'ottavo posto, con serie al meglio delle 5 gare. Le ultime due classificate vengono retrocesse in Serie A2.
Ad inizio stagione venne stabilito il provvedimento secondo il quale era possibile tesserare 12 giocatori provenienti da paesi associati all'Unione europea, in aggiunta ai 30 comunitari ed ai 32 extracomunitari tesserati nel massimo campionato.
Fu la prima volta in cui i playoff, con tutte le serie al meglio di cinque, vennero conclusi imbattuti dalla squadra campione.

## Squadre partecipanti
| Squadra             | Stagione | Città             | Palazzetto                               | Stagione precedente                        |
| ------------------- | -------- | ----------------- | ---------------------------------------- | ------------------------------------------ |
| Scandone Avellino   | dettagli | Avellino          | Palasport Giacomo Del Mauro              | 3º posto in Serie A2, promossa ai Play-off |
| Fortitudo Bologna   | dettagli | Bologna           | PalaDozza                                | 1º posto in Serie A, Campione              |
| Virtus Bologna      | dettagli | Bologna           | PalaMalaguti (Casalecchio di Reno)       | 2º posto in Serie A                        |
| Pall. Cantù         | dettagli | Cantù             | Palasport Pianella (Cucciago)            | 15º posto in Serie A                       |
| A. Costa Imola      | dettagli | Imola             | PalaCattani (Faenza)                     | 9º posto in Serie A                        |
| Olimpia Milano      | dettagli | Milano            | Palalido                                 | 13º posto in Serie A                       |
| Montecatini S.C.    | dettagli | Montecatini Terme | PalaTerme                                | 5º posto in Serie A                        |
| V.L. Pesaro         | dettagli | Pesaro            | BPA Palas                                | 4º posto in Serie A                        |
| Viola R. Calabria   | dettagli | Reggio Calabria   | PalaPentimele                            | 7º posto in Serie A                        |
| Basket Rimini       | dettagli | Rimini            | Palasport Flaminio                       | 14º posto in Serie A                       |
| Virtus Roma         | dettagli | Roma              | Palazzetto dello Sport                   | 6º posto in Serie A                        |
| Pall. Roseto        | dettagli | Roseto            | Palasport comunale PalaTricalle (Chieti) | 1º posto in Serie A2, promossa             |
| Mens Sana Siena     | dettagli | Siena             | Palasport Mens Sana                      | 8º posto in Serie A                        |
| Pall. Treviso       | dettagli | Treviso           | PalaVerde                                | 3º posto in Serie A                        |
| Pall. Trieste       | dettagli | Trieste           | PalaTrieste                              | 11º posto in Serie A                       |
| Amici Pall. Udinese | dettagli | Udine             | PalaCarnera                              | 6º posto in Serie A2, promossa ai Play-off |
| Pall. Varese        | dettagli | Varese            | PalaIgnis                                | 10º posto in Serie A                       |
| Scaligera Verona    | dettagli | Verona            | PalaOlimpia                              | 12º posto in Serie A                       |

### Allenatori e primatisti
| Squadra         | Allenatore                                                        | Capitano          | Cestista più presente                   | Miglior marcatore        |
| --------------- | ----------------------------------------------------------------- | ----------------- | --------------------------------------- | ------------------------ |
| Avellino        | Luca Dalmonte                                                     |                   | 4 giocatori (34)                        | Norman Nolan (737)       |
| Fortitudo BO    | Carlo Recalcati                                                   | Carlton Myers     | Giacomo Galanda (34)                    | Gregor Fučka (573)       |
| Virtus BO       | Ettore Messina                                                    | Antoine Rigaudeau | Emanuel Ginóbili (34)                   | Emanuel Ginóbili (580)   |
| Cantù           | Franco Ciani (1ª-12ª) Stefano Sacripanti (13ª-)                   | Antonello Riva    | Bootsy Thornton (34)                    | Bootsy Thornton (603)    |
| Imola           | Francesco Vitucci                                                 |                   | Marques Bragg Massimiliano Romboli (34) | Vincenzo Esposito (560)  |
| Milano          | Valerio Bianchini (1ª-10ª) Guido Saibene (11ª-)                   | Flavio Portaluppi | Andrea Michelori Flavio Portaluppi (34) | Mike Iuzzolino (603)     |
| Montecatini     | Stefano Ranuzzi                                                   |                   | Henry Turner Marco Sambugaro (34)       | Henry Turner (652)       |
| Pesaro          | Stefano Pillastrini                                               |                   | 5 giocatori (34)                        | DeMarco Johnson (649)    |
| Reggio Calabria | Gaetano Gebbia (1ª-13ª) Massimo Bianchi (14ª) Tonino Zorzi (15ª-) |                   | Brent Scott Leandro Palladino (34)      | Brent Scott (677)        |
| Rimini          | Giampiero Ticchi                                                  |                   | Joey Beard Andrea Raschi (34)           | Glenn Sekunda (650)      |
| Roma            | Attilio Caja                                                      |                   | 5 giocatori (34)                        | Rod Sellers (536)        |
| Roseto          | Phil Melillo                                                      |                   | Mario Boni George Gilmore (33)          | Mario Boni (783)         |
| Siena           | Fabrizio Frates                                                   |                   | Roberto Chiacig (34)                    | Boris Gorenc (564)       |
| Treviso         | Piero Bucchi                                                      |                   | 4 giocatori (33)                        | Petar Naumoski (538)     |
| Trieste         | Luca Banchi (1ª-18ª) Cesare Pancotto (19ª-)                       | Aniello Laezza    | Roberto Casoli (32)                     | Dante Calabria (500)     |
| Udine           | Matteo Boniciolli                                                 |                   | 4 giocatori (34)                        | Charles Smith (820)      |
| Varese          | Federico Danna (1ª-10) Gianfranco Lombardi (11ª-)                 | Francesco Vescovi | Francesco Vescovi Albert Burditt (34)   | Gianmarco Pozzecco (865) |
| Verona          | Filippo Faina                                                     |                   | Corey Albano (34)                       | Louis Bullock (657)      |

## Stagione regolare

### Classifica
|  | Pos. | Squadra               | PT | G  | V  | P  | PF   | PS   | Dif  | SD        |
|  | ---- | --------------------- | -- | -- | -- | -- | ---- | ---- | ---- | --------- |
|  | 1.   | Kinder Bologna        | 58 | 34 | 29 | 5  | 3018 | 2551 | +467 |           |
|  | 2.   | Scavolini Pesaro      | 50 | 34 | 25 | 9  | 2969 | 2736 | +233 |           |
|  | 3.   | Paf Bologna           | 48 | 34 | 24 | 10 | 2750 | 2482 | +268 | 2-2       |
|  | 4.   | Benetton Treviso      | 48 | 34 | 24 | 10 | 2964 | 2738 | +226 | 2-2       |
|  | 5.   | AdR Roma              | 48 | 34 | 24 | 10 | 2818 | 2686 | +132 | 2-2       |
|  | 6.   | Montepaschi Siena     | 38 | 34 | 19 | 15 | 2810 | 2714 | +96  |           |
|  | 7.   | Snaidero Udine        | 32 | 34 | 16 | 18 | 2829 | 2845 | -16  | +5        |
|  | 8.   | Cordivari Roseto      | 32 | 34 | 16 | 18 | 2789 | 2788 | +1   | -5        |
|  | 9.   | De Vizia Avellino     | 30 | 34 | 15 | 19 | 2807 | 2881 | -74  | +16       |
|  | 10.  | Müller Verona         | 30 | 34 | 15 | 19 | 3056 | 3123 | -67  | -16       |
|  | 11.  | Roosters Varese       | 26 | 34 | 13 | 21 | 3020 | 3210 | -190 | 6-2       |
|  | 12.  | BingoSNAI Montecatini | 26 | 34 | 13 | 21 | 2806 | 2946 | -140 | 4-4 (+2)  |
|  | 13.  | Telit Trieste         | 26 | 34 | 13 | 21 | 2683 | 2792 | -109 | 4-4 (-2)  |
|  | 14.  | Tris Reggio Calabria  | 26 | 34 | 13 | 21 | 2939 | 3035 | -96  | 3-5 (+19) |
|  | 15.  | Adecco Milano         | 26 | 34 | 13 | 21 | 2870 | 3085 | -215 | 3-5 (-19) |
|  | 16.  | Poliform Cantù        | 24 | 34 | 12 | 22 | 2676 | 2812 | -136 |           |
|  | 17.  | Lineltex Imola        | 22 | 34 | 11 | 23 | 2894 | 3102 | -208 | +14       |
|  | 18.  | Vip Rimini            | 22 | 34 | 11 | 23 | 2914 | 3086 | -172 | -14       |

      Campione d'Italia.
      Ammesse ai playoff scudetto.
      Retrocesse in Serie A2
  Vincitrice del campionato italiano
  Vincitrice della Supercoppa italiana 2000
  Vincitrice della Coppa Italia 2001
In caso di parità tra due squadre si considera la differenza canestri degli scontri diretti, in caso di scarto nullo si considera il coefficiente canestri (PF/PS). In caso di parità fra tre o più squadre si procede al calcolo della classifica avulsa, prendendo in considerazione come primo elemento il totale degli scontri diretti tra le squadre interne alla classifica avulsa, in caso di parità interna tra due squadre si prosegue con le regole per la parità tra due squadre.
Note:
Al termine della stagione Montecatini viene esclusa a partecipare al prossimo campionato per fallimento societario.

### Risultati
| Prima giornata |                          |          |
| 15-10-00       |                          | 29-01-01 |
| 62-80          | Varese-Fortitudo Bo      | 84-94    |
| 100-71         | Treviso-Cantù            | 101-106  |
| 90-51          | Virtus Bo-Siena          | 83-77    |
| 101-96         | Reggio Calabria-Avellino | 94-89    |
| 79-90          | Trieste-Verona           | 95-119   |
| 100-86         | Montecatini-Imola        | 101-98   |
| 97-62          | Pesaro-Roma              | 71-82    |
| 84-61          | Roseto-Milano            | 89-102   |
| 86-89          | Udine-Rimini             | 86-89    |

| Quarta giornata |                        |          |
| 05-11-00        |                        | 13-02-01 |
| 86-78           | Virtus Bo-Pesaro       | 88-81    |
| 103-105         | Verona-Roseto          | 99-107   |
| 84-75           | Siena-Montecatini      | 78-80    |
| 87-93           | Milano-Reggio Calabria | 95-108   |
| 85-83           | Roma-Varese            | 101-91   |
| 95-91           | Imola-Udine            | 82-83    |
| 86-85           | Rimini-Trieste         | 87-88    |
| 66-71           | Cantù-Fortitudo Bo     | 68-62    |
| 69-71           | Avellino-Treviso       | 74-86    |

| Settima giornata |                         |          |
| 01-12-00         |                         | 27-02-01 |
| 88-83            | Imola-Milano            | 100-103  |
| 90-106           | Varese-Verona           | 101-104  |
| 85-64            | Virtus Bo-Montecatini   | 93-80    |
| 80-82            | Reggio Calabria-Trieste | 77-84    |
| 65-70            | Siena-Fortitudo Bo      | 66-76    |
| 91-77            | Pesaro-Treviso          | 90-91    |
| 89-88            | Roma-Rimini             | 96-78    |
| 77-86            | Cantù-Avellino          | 76-75    |
| 93-72            | Udine-Roseto            | 70-86    |

| Decima giornata |                           |          |
| 17-12-00        |                           | 14-03-01 |
| 81-92           | Varese-Pesaro             | 79-115   |
| 82-60           | Fortitudo Bo-Avellino     | 87-76    |
| 100-88          | Treviso-Imola             | 97-83    |
| 65-87           | Reggio Calabria-Virtus Bo | 73-94    |
| 77-80           | Trieste-Roma              | 68-74    |
| 103-84          | Rimini-Milano             | 105-114  |
| 91-94           | Cantù-Verona              | 76-97    |
| 82-71           | Roseto-Montecatini        | 72-74    |
| 72-71           | Udine-Siena               | 97-105   |

| Tredicesima giornata |                        |          |
| 30-12-00             |                        | 02-04-01 |
| 106-87               | Virtus Bo-Rimini       | 101-85   |
| 78-82                | Reggio Calabria-Varese | 99-103   |
| 74-77                | Siena-Verona           | 83-88    |
| 86-81                | Milano-Trieste         | 87-110   |
| 77-78                | Montecatini-Treviso    | 74-98    |
| 86-67                | Pesaro-Avellino        | 85-78    |
| 78-80                | Roma-Roseto            | 71-70    |
| 91-84                | Imola-Cantù            | 82-83    |
| 76-72                | Udine-Fortitudo Bo     | 70-67    |

| Sedicesima giornata |                        |          |
| 14-01-01            |                        | 22-04-01 |
| 89-82               | Imola-Roma             | 79-101   |
| 82-64               | Fortitudo Bo-Trieste   | 83-68    |
| 97-78               | Treviso-Varese         | 97-73    |
| 96-79               | Verona-Rimini          | 89-96    |
| 82-89               | Milano-Virtus Bo       | 65-85    |
| 92-86               | Pesaro-Udine           | 95-85    |
| 67-73               | Cantù-Siena            | 66-77    |
| 86-104              | Roseto-Reggio Calabria | 104-115  |
| 96-87               | Avellino-Montecatini   | 71-97    |

| Seconda giornata |                        |          |
| 22-10-00         |                        | 04-02-01 |
| 84-88            | Rimini-Montecatini     | 95-90    |
| 78-67            | Fortitudo Bo-Roseto    | 80-85    |
| 112-89           | Verona-Reggio Calabria | 88-98    |
| 74-76            | Siena-Pesaro           | 78-82    |
| 66-83            | Milano-Treviso         | 82-101   |
| 93-73            | Roma-Udine             | 84-79    |
| 66-85            | Imola-Virtus Bo        | 77-94    |
| 74-76            | Cantù-Trieste          | 87-72    |
| 98-79            | Avellino-Varese        | 92-87    |

| Quinta giornata |                        |          |
| 12-11-00        |                        | 18-02-01 |
| 72-79           | Treviso-Fortitudo Bo   | 52-76    |
| 89-87           | Virtus Bo-Roma         | 71-65    |
| 76-78           | Reggio Calabria-Rimini | 85-97    |
| 94-87           | Siena-Imola            | 87-86    |
| 62-70           | Trieste-Roseto         | 20-0     |
| 80-74           | Montecatini-Milano     | 75-87    |
| 94-101          | Pesaro-Verona          | 86-73    |
| 110-96          | Varese-Cantù           | 85-81    |
| 78-67           | Udine-Avellino         | 89-75    |

| Ottava giornata |                             |          |
| 03-12-00        |                             | 04-03-01 |
| 101-99          | Verona-Imola                | 91-97    |
| 73-68           | Fortitudo Bo-Pesaro         | 74-75    |
| 84-76           | Treviso-Roma                | 77-64    |
| 68-82           | Trieste-Virtus Bo           | 76-67    |
| 103-94          | Varese-Udine                | 85-103   |
| 73-80           | Rimini-Cantù                | 92-101   |
| 80-69           | Roseto-Siena                | 71-76    |
| 87-78           | Avellino-Milano             | 86-96    |
| 77-75           | Montecatini-Reggio Calabria | 78-92    |

| Undicesima giornata |                        |          |
| 23-12-00            |                        | 18-03-01 |
| 99-62               | Virtus Bo-Fortitudo Bo | 66-71    |
| 82-78               | Verona-Treviso         | 93-106   |
| 113-84              | Siena-Varese           | 96-99    |
| 84-80               | Milano-Cantù           | 70-78    |
| 84-81               | Montecatini-Udine      | 74-87    |
| 102-97              | Pesaro-Rimini          | 85-76    |
| 85-76               | Roma-Reggio Calabria   | 102-88   |
| 91-107              | Imola-Trieste          | 87-74    |
| 93-88               | Avellino-Roseto        | 90-84    |

| Quattordicesima giornata |                          |          |
| 03-01-01                 |                          | 08-04-01 |
| 87-90                    | Verona-Roma              | 74-84    |
| 80-83                    | Trieste-Udine            | 70-67    |
| 109-91                   | Milano-Varese            | 90-107   |
| 84-104                   | Rimini-Siena             | 66-93    |
| 71-82                    | Cantù-Pesaro             | 70-73    |
| 97-88                    | Avellino-Imola           | 81-88    |
| 85-62                    | Fortitudo Bo-Montecatini | 95-94    |
| 94-70                    | Treviso-Reggio Calabria  | 90-97    |
| 67-83                    | Roseto-Virtus Bo         | 87-103   |

| Diciassettesima giornata |                       |          |
| 21-01-01                 |                       | 06-05-01 |
| 66-80                    | Trieste-Treviso       | 79-99    |
| 81-67                    | Rimini-Fortitudo Bo   | 75-88    |
| 106-58                   | Virtus Bo-Verona      | 87-76    |
| 89-79                    | Reggio Calabria-Imola | 86-81    |
| 95-74                    | Siena-Milano          | 94-92    |
| 100-109                  | Montecatini-Pesaro    | 77-82    |
| 70-68                    | Roma-Avellino         | 73-86    |
| 101-97                   | Varese-Roseto         | 72-93    |
| 72-69                    | Udine-Cantù           | 81-79    |

| Terza giornata |                       |          |
| 29-10-00       |                       | 11-02-01 |
| 72-77          | Reggio Calabria-Siena | 88-89    |
| 91-84          | Udine-Virtus Bo       | 66-82    |
| 99-69          | Fortitudo Bo-Verona   | 82-89    |
| 96-74          | Treviso-Rimini        | 94-89    |
| 80-90          | Trieste-Avellino      | 80-93    |
| 83-88          | Montecatini-Roma      | 68-89    |
| 102-66         | Pesaro-Milano         | 99-103   |
| 94-97          | Varese-Imola          | 86-101   |
| 91-89          | Roseto-Cantù          | 72-76    |

| Sesta giornata |                       |          |
| 19-11-00       |                       | 25-02-01 |
| 94-87          | Trieste-Pesaro        | 67-70    |
| 83-85          | Roma-Siena            | 71-79    |
| 89-76          | Roseto-Treviso        | 85-93    |
| 82-94          | Avellino-Virtus Bo    | 83-99    |
| 101-52         | Fortitudo Bo-Imola    | 90-81    |
| 82-84          | Verona-Montecatini    | 100-113  |
| 87-84          | Milano-Udine          | 94-88    |
| 90-86          | Rimini-Varese         | 88-108   |
| 81-83          | Cantù-Reggio Calabria | 95-93    |

| Nona giornata |                       |          |
| 10-12-00      |                       | 11-03-01 |
| 100-93        | Avellino-Verona       | 88-79    |
| 89-74         | Virtus Bo-Varese      | 107-108  |
| 94-73         | Siena-Treviso         | 64-72    |
| 84-96         | Milano-Fortitudo Bo   | 56-80    |
| 112-104       | Montecatini-Trieste   | 80-86    |
| 81-77         | Pesaro-Roseto         | 67-79    |
| 84-69         | Roma-Cantù            | 92-84    |
| 84-74         | Imola-Rimini          | 91-87    |
| 73-63         | Udine-Reggio Calabria | 81-94    |

| Dodicesima giornata |                        |          |
| 28-12-00            |                        | 25-03-01 |
| 80-81               | Fortitudo Bo-Roma      | 68-80    |
| 82-84               | Treviso-Udine          | 103-95   |
| 92-95               | Verona-Milano          | 76-87    |
| 79-94               | Reggio Calabria-Pesaro | 90-95    |
| 88-82               | Trieste-Siena          | 85-97    |
| 91-82               | Varese-Montecatini     | 87-91    |
| 87-68               | Rimini-Avellino        | 76-86    |
| 67-97               | Cantù-Virtus Bo        | 66-87    |
| 94-69               | Roseto-Imola           | 82-90    |

| Quindicesima giornata |                              |          |
| 07-01-01              |                              | 14-04-01 |
| 96-104                | Rimini-Roseto                | 83-90    |
| 79-77                 | Virtus Bo-Treviso            | 81-89    |
| 89-94                 | Reggio Calabria-Fortitudo Bo | 80-106   |
| 78-71                 | Siena-Avellino               | 88-89    |
| 72-76                 | Montecatini-Cantù            | 62-76    |
| 89-75                 | Roma-Milano                  | 87-72    |
| 76-102                | Imola-Pesaro                 | 79-85    |
| 95-75                 | Varese-Trieste               | 81-80    |
| 90-93                 | Udine-Verona                 | 95-85    |

## Play-off
|  | Quarti di finale | Quarti di finale    | Quarti di finale  | Quarti di finale  | Quarti di finale | Quarti di finale | Quarti di finale |  |  | Semifinali        | Semifinali        | Semifinali        | Semifinali        | Semifinali        | Semifinali        | Semifinali |    |    | Finale         | Finale         | Finale         | Finale         | Finale | Finale | Finale |  |
|  |                  |                     |                   |                   |                  |                  |                  |  |  |                   |                   |                   |                   |                   |                   |            |    |    |                |                |                |                |        |        |        |  |
|  | 1                | Virtus Bologna      | Virtus Bologna    | Virtus Bologna    | 84               | 109              | 85               |  |  |                   |                   |                   |                   |                   |                   |            |    |    |                |                |                |                |        |        |        |  |
|  | 8                | Pall. Roseto        | Pall. Roseto      | Pall. Roseto      | 67               | 75               | 65               |  |  | Virtus Bologna    | Virtus Bologna    | Virtus Bologna    | Virtus Bologna    | 79                | 91                | 98         |    |    |                |                |                |                |        |        |        |  |
|  | 4                | Virtus Roma         | Virtus Roma       | 81                | 72               | 92               | 101              |  |  | Pall. Treviso     | Pall. Treviso     | Pall. Treviso     | Pall. Treviso     | 65                | 86                | 77         |    |    |                |                |                |                |        |        |        |  |
|  | 5                | Pall. Treviso       | Pall. Treviso     | 93                | 81               | 78               | 107              |  |  |                   |                   |                   |                   |                   |                   |            |    |    | Virtus Bologna | Virtus Bologna | Virtus Bologna | Virtus Bologna | 86     | 77     | 83     |  |
|  | 3                | Fortitudo Bologna   | Fortitudo Bologna | Fortitudo Bologna | 95               | 90               | 96               |  |  |                   |                   | Fortitudo Bologna | Fortitudo Bologna | Fortitudo Bologna | Fortitudo Bologna | 81         | 71 | 79 |                |                |                |                |        |        |        |  |
|  | 6                | Mens Sana Siena     | Mens Sana Siena   | Mens Sana Siena   | 56               | 80               | 65               |  |  | Fortitudo Bologna | Fortitudo Bologna | Fortitudo Bologna | Fortitudo Bologna | 86                | 84                | 88         |    |    |                |                |                |                |        |        |        |  |
|  | 2                | V.L. Pesaro         | 83                | 91                | 94               | 76               | 103              |  |  | V.L. Pesaro       | V.L. Pesaro       | V.L. Pesaro       | V.L. Pesaro       | 69                | 78                | 74         |    |    |                |                |                |                |        |        |        |  |
|  | 7                | Amici Pall. Udinese | 63                | 86                | 102              | 77               | 82               |  |  |                   |                   |                   |                   |                   |                   |            |    |    |                |                |                |                |        |        |        |  |

### Quarti di finale

#### Virtus - Roseto
| Arbitri: | Cazzaro Corrias |

|                                |            |                                          |
| Smodiš 16 Griffith 15 Jarić 13 | Punti      | 13 Gilmore, Boni 12 Guarasci 11 Sheppard |
| Jarić 7                        | Assist     | 2 Gilmore                                |
| Abbio 9                        | Rimbalzi   | 9 Boni                                   |
| Ettore Messina                 | Allenatori | Phil Melillo                             |

| Arbitri: | Colucci Lo Guzzo |

|                                |            |                                      |
| Gilmore 19 Sheppard 16 Boni 14 | Punti      | 28 Jarić 23 Abbio 8 Bonora, Andersen |
| Gilmore 2                      | Assist     | 2 Jarić, Abbio                       |
| Van Dorpe 6                    | Rimbalzi   | 7 Jarić                              |
| Phil Melillo                   | Allenatori | Ettore Messina                       |

| Arbitri: | D'Este Sabetta |

|                              |            |                                         |
| Jarić 18 Frosini 17 Abbio 12 | Punti      | 18 Gilmore 13 Sheppard, Guarasci 7 Boni |
| Jarić 5                      | Assist     | 2 Sheppard                              |
| Griffith 12                  | Rimbalzi   | 11 Guarasci                             |
| Ettore Messina               | Allenatori | Phil Melillo                            |

#### Roma - Treviso
| Arbitri: | Mattioli Taurino |

|                                       |            |                                |
| Allen, Righetti 22 Espil 13 Tonolli 8 | Punti      | 21 Naumoski 18 Pittis 17 Brown |
| Allen 3                               | Assist     | 3 Garbajosa, Pittis            |
| Monti 7                               | Rimbalzi   | 14 Guibert                     |
| Attilio Caja                          | Allenatori | Piero Bucchi                   |

| Arbitri: | Cicoria Borroni |

|                                |            |                                          |
| Brown 21 Nicola 18 Naumoski 16 | Punti      | 17 Righetti 15 Tonolli 13 Sellers, Espil |
| Pittis 3                       | Assist     | 3 Allen                                  |
| Brown 10                       | Rimbalzi   | 16 Sellers                               |
| Piero Bucchi                   | Allenatori | Attilio Caja                             |

| Arbitri: | Lamonica Paternicò |

|                                               |            |                                 |
| Tonolli 22 Sellers, Marcaccini 16 Righetti 12 | Punti      | 21 Nicola 13 Naumoski 9 Guibert |
| Allen 7                                       | Assist     | 2 Pittis, Naumoski              |
| Tonolli 12                                    | Rimbalzi   | 7 Pittis                        |
| Attilio Caja                                  | Allenatori | Piero Bucchi                    |

| Arbitri: | Colucci Cerebuch |

|                                |            |                                |
| Naumoski 34 Nicola 31 Brown 16 | Punti      | 29 Sellers 18 Allen 15 Tonolli |
| Nicola 7                       | Assist     | 7 Allen                        |
| Pittis 13                      | Rimbalzi   | 10 Tonolli                     |
| Piero Bucchi                   | Allenatori | Attilio Caja                   |

#### Fortitudo - Siena
| Arbitri: | Zancanella Cerebuch |

|                                      |            |                               |
| Bowie 17 De Pol 15 Gill, Meneghin 14 | Punti      | 21 Gorenc 15 Chiacig 10 Evans |
| Gill 4                               | Assist     | 2 Gray                        |
| Fučka 7                              | Rimbalzi   | 10 Gray                       |
| Carlo Recalcati                      | Allenatori | Fabrizio Frates               |

| Arbitri: | Lamonica Tullio |

|                            |            |                                    |
| Evans 23 Gorenc 22 Mays 13 | Punti      | 21 Fučka, Myers 14 Basile 12 Bowie |
| Mays 5                     | Assist     | 5 Basile                           |
| Gray 9                     | Rimbalzi   | 11 Fučka                           |
| Fabrizio Frates            | Allenatori | Carlo Recalcati                    |

| Arbitri: | Grossi Giansanti |

|                                |            |                                     |
| Myers 25 Fučka 15 Žukauskas 14 | Punti      | 19 Gorenc 18 Evans 12 Mays, Chiacig |
| Basile 5                       | Assist     | 2 Evans                             |
| Fučka 9                        | Rimbalzi   | 9 Gray                              |
| Carlo Recalcati                | Allenatori | Fabrizio Frates                     |

#### Pesaro - Udine
| Arbitri: | Facchini Ramilli |

|                                  |            |                                |
| Pecile 19 Johnson 18 Maggioli 10 | Punti      | 17 Mian 15 Smith 14 Alibegović |
| Zanelli, Pecile 2                | Assist     | 1 quattro giocatori            |
| Maggioli 8                       | Rimbalzi   | 10 McGhee                      |
| Stefano Pillastrini              | Allenatori | Matteo Boniciolli              |

| Arbitri: | Giansanti Pasetto |

|                                  |            |                                                   |
| Smith 28 Alibegović 27 McGhee 13 | Punti      | 17 Booker, Tušek 14 Middleton 11 Gigena, Maggioli |
| Smith 2                          | Assist     | 1 Traina, Booker                                  |
| Li Vecchi 8                      | Rimbalzi   | 7 Maggioli                                        |
| Matteo Boniciolli                | Allenatori | Stefano Pillastrini                               |

| Arbitri: | Tola Corrias |

|                                |            |                                                 |
| Johnson 30 Booker 16 Gigena 15 | Punti      | 17 Smith, Cantarello 16 Alibegović 15 Li Vecchi |
| Booker 3                       | Assist     | 4 Busca                                         |
| Johnson 11                     | Rimbalzi   | 7 Cantarello                                    |
| Stefano Pillastrini            | Allenatori | Matteo Boniciolli                               |

| Arbitri: | Cazzaro Sabetta |

|                                  |            |                                   |
| Smith 24 Alibegović 18 McGhee 15 | Punti      | 18 Middleton 17 Johnson 14 Booker |
| McGhee 2                         | Assist     | 2 Booker                          |
| Li Vecchi, Cantarello 6          | Rimbalzi   | 9 Tušek                           |
| Matteo Boniciolli                | Allenatori | Stefano Pillastrini               |

| Arbitri: | D'Este Taurino |

|                                 |            |                                  |
| Booker 23 Middleton 18 Tušek 16 | Punti      | 40 Smith 14 Alibegović 11 McGhee |
| Booker 4                        | Assist     | 2 Busca                          |
| Maggioli 9                      | Rimbalzi   | 8 McGhee                         |
| Stefano Pillastrini             | Allenatori | Matteo Boniciolli                |

### Semifinale

#### Virtus - Treviso
| Arbitri: | Cicoria Tola |

|                                              |            |                                |
| Ginobili 21 Griffith 12 Smodiš, Rigaudeau 11 | Punti      | 18 Brown 12 Nicola 10 Naumoski |
| Jarić 3                                      | Assist     | 2 Pittis                       |
| Griffith 12                                  | Rimbalzi   | 9 Pittis                       |
| Ettore Messina                               | Allenatori | Piero Bucchi                   |

| Arbitri: | Cazzaro Mattioli |

|                                |            |                                        |
| Naumoski 31 Brown 19 Nicola 12 | Punti      | 21 Jarić 14 Abbio, Smodiš 12 Rigaudeau |
| Pittis, Naumoski 3             | Assist     | 5 Abbio                                |
| Nicoola 6                      | Rimbalzi   | 6 Griffith                             |
| Piero Bucchi                   | Allenatori | Ettore Messina                         |

| Arbitri: | Facchini Sabetta |

|                                             |            |                                          |
| Jarić 19 Ginobili 16 Rigaudeau, Andersen 12 | Punti      | 20 Brown 14 Nicola, Naumoski 9 Marconato |
| Ginobili 5                                  | Assist     | 4 Naumoski                               |
| Griffith 10                                 | Rimbalzi   | 4 Garbajosa, Nicola                      |
| Ettore Messina                              | Allenatori | Piero Bucchi                             |

#### Pesaro - Fortitudo
| Arbitri: | Zancanella Lamonica |

|                                           |            |                            |
| Middleton, Tušek 18 Booker 13 Maggioli 10 | Punti      | 25 Myers 18 Fučka 14 Bowie |
| Booker 3                                  | Assist     | 2 4 giocatori              |
| Tušek 11                                  | Rimbalzi   | 9 Fučka                    |
| Stefano Pillastrini                       | Allenatori | Carlo Recalcati            |

| Arbitri: | Colucci Paternicò |

|                          |            |                                            |
| Fučka 25 Gill 11 Bowie 9 | Punti      | 18 Middleton 15 Booker 11 Magnifico, Tušek |
| Myers 4                  | Assist     | 5 Boooker                                  |
| Fučka 14                 | Rimbalzi   | 8 Maggioli                                 |
| Carlo Recalcati          | Allenatori | Stefano Pillastrini                        |

| Arbitri: | Grossi D'Este |

|                                |            |                                       |
| Gigena 16 Pecile 15 Maggioli 9 | Punti      | 19 Myers 13 Fučka 12 Meneghin, Basile |
| Johnson, Booker 1              | Assist     | 4 Gill                                |
| Gigena 8                       | Rimbalzi   | 8 Fučka                               |
| Stefano Pillastrini            | Allenatori | Carlo Recalcati                       |

### Finale

#### Virtus - Fortitudo
| Arbitri: | Colucci Mattioli |

|                                   |            |                           |
| Ginobili 24 Jarić 19 Rigaudeau 13 | Punti      | 23 Myers 17 Gill 15 Fučka |
| Jarić 4                           | Assist     | 1 Basile                  |
| Griffith 9                        | Rimbalzi   | 7 Fučka                   |
| Ettore Messina                    | Allenatori | Carlo Recalcati           |

| Arbitri: | Grossi Tola |

|                               |            |                                    |
| Myers 18 Gill, Fučka De Pol 5 | Punti      | 21 Rigaudeau 14 Smodiš 13 Griffith |
| Gill 5                        | Assist     | 3 Jarić                            |
| Fučka 13                      | Rimbalzi   | 12 Griffith                        |
| Carlo Recalcati               | Allenatori | Ettore Messina                     |

| Arbitri: | Cazzaro D'Este |

|                               |            |                           |
| Griffith 21 Jarić 18 Abbio 15 | Punti      | 33 Myers 21 Fučka 10 Gill |
| Jarić 4                       | Assist     | 3 Gill                    |
| Ginobili 12                   | Rimbalzi   | 11 Fučka                  |
| Ettore Messina                | Allenatori | Carlo Recalcati           |

## Verdetti

### Squadra campione
- Campione d'Italia:  Kinder Bologna (15º titolo)

| Logo                       | Giocatori | Presenze (playoff) | Punti (playoff) |
| -------------------------- | --------- | ------------------ | --------------- |
| Kinder Bologna             |           |                    |                 |
| Emanuel Ginobili           | 34 (+9)   | 580 (+109)         |                 |
| Marko Jarić                | 33 (+9)   | 406 (+146)         |                 |
| David Andersen             | 32 (+9)   | 288 (+53)          |                 |
| Rashard Griffith           | 31 (+9)   | 402 (+102)         |                 |
| Alessandro Abbio           | 30 (+9)   | 312 (+102)         |                 |
| Matjaž Smodiš              | 29 (+9)   | 237 (+88)          |                 |
| Antoine Rigaudeau          | 28 (+9)   | 328 (+104)         |                 |
| Alessandro Frosini         | 27 (+9)   | 192 (+58)          |                 |
| Davide Bonora              | 22 (+7)   | 86 (+16)           |                 |
| Nikola Jestratijević       | 18 (+3)   | 97 (+12)           |                 |
| Fabrizio Ambrassa          | 13 (+4)   | 49 (+2)            |                 |
| Allenatore: Ettore Messina |           |                    |                 |

### Altri verdetti
- Retrocessioni in Serie A2: Basket Rimini
- Coppa Italia: Virtus Pallacanestro Bologna
- Supercoppa italiana: Pallacanestro Virtus Roma

## Statistiche regular season
Statistiche aggiornate al 28 novembre 2022.

### Statistiche individuali

#### Valutazione
|    | Giocatore          | Squadra           | Partite | Valutazione | PIR  |
| -- | ------------------ | ----------------- | ------- | ----------- | ---- |
| 1. | Gianmarco Pozzecco | Pall. Varese      | 32      | 834         | 26.1 |
| 2. | Gregor Fučka       | Fortitudo Bologna | 31      | 787         | 25.3 |
| 3. | Brent Scott        | Viola R. Calabria | 34      | 849         | 25.0 |

Fonte:  Statistiche, in legabasket.it.

#### Punti
|    | Giocatore          | Squadra             | Partite | Punti | PPG  |
| -- | ------------------ | ------------------- | ------- | ----- | ---- |
| 1. | Vincenzo Esposito  | A. Costa Imola      | 20      | 560   | 28.0 |
| 2. | Gianmarco Pozzecco | Pall. Varese        | 32      | 865   | 27.0 |
| 3. | Charles Smith      | Amici Pall. Udinese | 34      | 820   | 24.1 |

Fonte:  Statistiche, in legabasket.it.

#### Rimbalzi
|    | Giocatore       | Squadra         | Partite | Rimbalzi | RPG  |
| -- | --------------- | --------------- | ------- | -------- | ---- |
| 1. | Roberto Chiacig | Mens Sana Siena | 34      | 402      | 11.8 |
| 2. | Kevin Thompson  | A. Costa Imola  | 22      | 251      | 11.4 |
| 3. | Marques Bragg   | A. Costa Imola  | 34      | 354      | 10.4 |

Fonte:  Statistiche, in legabasket.it.

#### Assist
|    | Giocatore          | Squadra       | Partite | Assist | APG |
| -- | ------------------ | ------------- | ------- | ------ | --- |
| 1. | Gianmarco Pozzecco | Pall. Varese  | 32      | 167    | 5.2 |
| 2. | Jerome Allen       | Virtus Roma   | 34      | 156    | 4.5 |
| 3. | Mauro Morri        | Basket Rimini | 33      | 132    | 4.0 |

Fonte:  Statistiche, in legabasket.it.

#### Altre statistiche
| Categoria        | Giocatore            | Squadra           | Partite | Media |
| ---------------- | -------------------- | ----------------- | ------- | ----- |
| Palle recuperate | Joey Beard           | Basket Rimini     | 34      | 3.8   |
| Stoppate         | Maceo Baston         | S.C. Montecatini  | 32      | 1.8   |
| Falli subiti     | Gianmarco Pozzecco   | Pall. Varese      | 32      | 7.3   |
| % tiri liberi    | Alejandro Montecchia | Viola R. Calabria | 33      | 91.7% |
| % tiro da due    | Joey Beard           | Basket Rimini     | 34      | 69.1% |
| % tiro da tre    | Petar Naumoski       | Pall. Treviso     | 33      | 46.7% |

#### Migliori prestazioni individuali
| Categoria        | Giocatore           | Squadra           | Statistica | Avversario                         |
| ---------------- | ------------------- | ----------------- | ---------- | ---------------------------------- |
| Valutazione      | Roberto Chiacig     | Mens Sana Siena   | 54         | A. Costa Imola (12 nov. 2000)      |
| Punti            | Vincenzo Esposito   | A. Costa Imola    | 46         | Pall. Treviso (17 dic. 2000)       |
| Rimbalzi         | Roberto Chiacig     | Mens Sana Siena   | 26         | A. Costa Imola (12 nov. 2000)      |
| Rimbalzi         | Roberto Chiacig     | Mens Sana Siena   | 26         | Basket Rimini (8 aprile. 2001)     |
| Assist           | Gianmarco Pozzecco  | Pall. Varese      | 12         | Pall. Trieste (7 gen. 2001)        |
| Palle recuperate | Joey Beard          | Basket Rimini     | 10         | Viola R. Calabria (18 feb. 2001)   |
| Palle recuperate | Joey Beard          | Basket Rimini     | 10         | Fortitudo Bologna (20 gen. 2001)   |
| Palle recuperate | Joey Beard          | Basket Rimini     | 10         | Amici Pall. Udinese (29 gen. 2001) |
| Stoppate         | Kevin Thompson      | A. Costa Imola    | 5          | Scandone Avellino (8 apr. 2001)    |
| Stoppate         | Eurelijus Žukauskas | Fortitudo Bologna | 5          | Viola R. Calabria (14 apr. 2001)   |
| Stoppate         | Maceo Baston        | S.C. Montecatini  | 5          | Scaligera Verona (19 nov. 2000)    |

### Statistiche di squadra
| Categoria        | Squadra           | Media |
| ---------------- | ----------------- | ----- |
| Punti            | Scaligera Verona  | 89.9  |
| Rimbalzi         | A. Costa Imola    | 37.9  |
| Assist           | Pall. Treviso     | 13.2  |
| Palle recuperate | Virtus Bologna    | 20.8  |
| Stoppate         | Fortitudo Bologna | 3.9   |
| Palle perse      | Pall. Roseto      | 12.7  |
| % tiri liberi    | V.L. Pesaro       | 80.2% |
| % tiro da due    | Pall. Treviso     | 56.9% |
| % tiro da due    | Virtus Bologna    | 56.9% |
| % tiro da tre    | Pall. Treviso     | 41.4% |

Fonte:  Statistics, su legabasket.it.

## Premi
| Premio             | Giocatore        | Squadra        |
| ------------------ | ---------------- | -------------- |
| MVP                | Emanuel Ginóbili | Virtus Bologna |
| Miglior allenatore | Ettore Messina   | Virtus Bologna |

Fonte:  eurobasket.com,  https://www.eurobasket.com/Italy/basketball-League-Serie-A_2000-2001.aspx.